# Teatry w Poznaniu
Teatry w Poznaniu – instytucje teatralne znajdujące się w Poznaniu.

## Historia teatru w Poznaniu
W Poznaniu przedstawienia teatralne odbywały się od średniowiecza. Z jednej strony były to wędrowne trupy artystów występujących na jarmarkach, z drugiej występy zamknięte, na dworach rodów możnowładczych.
Osobną grupę stanowiły teatry szkolne, a wśród nich najznaczniejszym był teatr kolegium jezuickiego. Ważnym epizodem w historii poznańskiego teatru był roczny pobyt trupy urodzonego w Glinnie Wojciecha Bogusławskiego w 1783.
Pierwszy współczesny teatr, Teatr Miejski, powstał w Poznaniu w 1804. W okresie Wielkiego Księstwa Poznańskiego wystawiały w nim przedstawienia zespoły zarówno polsko-, jak i niemieckojęzyczne, zaś protekcja księcia-namiestnika Antoniego Radziwiłła sprawiła, że scena gościła takie europejskie sławy, jak Ferenc Liszt i Niccolò Paganini. W 1843 dyrektorem pierwszego polskiego teatru w Poznaniu był Zygmunt Anczyc, teatr ten istniał tylko siedem miesięcy. Po likwidacji autonomii w 1846 zaostrzył się kurs antypolski w polityce władz. Sprawiło to, że ze sceny zniknęły przedstawienia w języku polskim. Władze utrudniały również powstanie teatru ze składek polskich mieszkańców, przez co dopiero w 1875 otwarto Teatr Polski. W związku z przekształceniem miasta z twierdzy w rezydencję cesarską w 1910 otwarto nowy Teatr Miejski (obecnie Teatr Wielki). Kolejne sceny powstały w okresie międzywojennym (np. Teatr Nowy) i powojennym.
Poznań stał się najważniejszym w kraju ośrodkiem teatrów plenerowych dzięki festiwalowi teatralnemu Malta.

## Teatry ze stałą siedzibą
| teatr                                     | rodzaj                      | prowadzący                                             | siedziba                | www                          |  |
| ----------------------------------------- | --------------------------- | ------------------------------------------------------ | ----------------------- | ---------------------------- |  |
| Teatr Wielki w Poznaniu                   | teatr operowy               | Gabriel Chmura (dyrektor artystyczny)                  | ul. Fredry 9            | www.opera.poznan.pl          |  |
| Polski Teatr Tańca                        | balet                       | Ewa Wycichowska (dyr. naczelny i artystyczny)          | ul. Kozia 4             | www.ptt-poznan.pl            |  |
| Teatr Polski w Poznaniu                   | teatr dramatyczny           | Maciej Nowak (dyrektor artystyczny)                    | ul. 27 Grudnia 8/10     | www.teatr-polski.pl          |  |
| Teatr Nowy w Poznaniu                     | teatr dramatyczny           | Piotr Kruszczyński (dyrektor naczelny i artystyczny)   | ul. Jana Dąbrowskiego 5 | www.teatrnowy.pl             |  |
| Teatr Cortiqué Anny Niedźwiedź w Poznaniu | teatr baletowo-akrobatyczny | Anna Niedźwiedź (dyrektor naczelny i artystyczny)      | ul. Petera Mansfelda 4  | www.cortique.pl              |  |
| Scena STA                                 | teatr studyjny              | Łukasz Chrzuszcz                                       | ul. Roosevelta 9        | www.studiosta.pl             |  |
| Teatr Muzyczny w Poznaniu                 | teatr muzyczny              | Przemysław Kieliszewski (dyrektor naczelny)            | ul. Niezłomnych 1e      | www.teatr-muzyczny.poznan.pl |  |
| Teatr Ósmego Dnia                         | teatr alternatywny          | Małgorzata Grupińska-Bis (dyr. naczelny i artystyczny) | ul. Ratajczaka 44       | teatrosmegodnia.pl           |  |
| Teatr Animacji w Poznaniu                 | teatr lalek                 | Marek Waszkiel (dyr. naczelny i artystyczny)           | Al. Niepodległości 14   | www.teatranimacji.pl         |  |
| Teatr Komedia                             | teatr alternatywny          | Sandra Matuszak (dyrektor artystyczny)                 | ul. Grochowska 49       | www.komediapoznan.pl         |  |
| Mój Teatr                                 | teatr alternatywny          | Marek Zgaiński (dyrektor artystyczny)                  | ul. Gorczyczewskiego 2  | www.mojteatr.pl              |  |
| Scena na Piętrze                          | teatr impresaryjny          | Romuald Grząślewicz (dyrektor artystyczny)             | ul. Masztalarska 8      | www.estrada.poznan.pl        |  |
| Teatr Strefa Ciszy                        | teatr alternatywny          | Adam Ziajski (kierownik artystyczny)                   | ul. Grunwaldzka 55/1    | www.strefaciszy.com.pl       |  |
| Teatr U Przyjaciół                        | teatr alternatywny          |                                                        | uL. Mielżyńskiego 27/29 | www.uprzyjaciol.pl           |  |

## Teatry bez stałej siedziby
| teatr                                        | prowadzący                                           | www                  |
| -------------------------------------------- | ---------------------------------------------------- | -------------------- |
| Orbis Tertius – Trzeci Teatr                 | Lech Raczak (dyrektor artystyczny)                   | www.orbistertius.pl  |
| Stowarzyszenie Teatralne Teatr Biuro Podróży | Paweł Szkotak (dyrektor artystyczny)                 | www.tbp.org.pl/      |
| Teatrzyk Towarzyski                          | dr Jacek Kowalski (kierownik artystyczny)            |                      |
| Stowarzyszenie Teatru Planeta M              | Magdalena Płaneta (założyciel, dyrektor artystyczny) | www.teatrplanetam.pl |